# Wieland de Smid

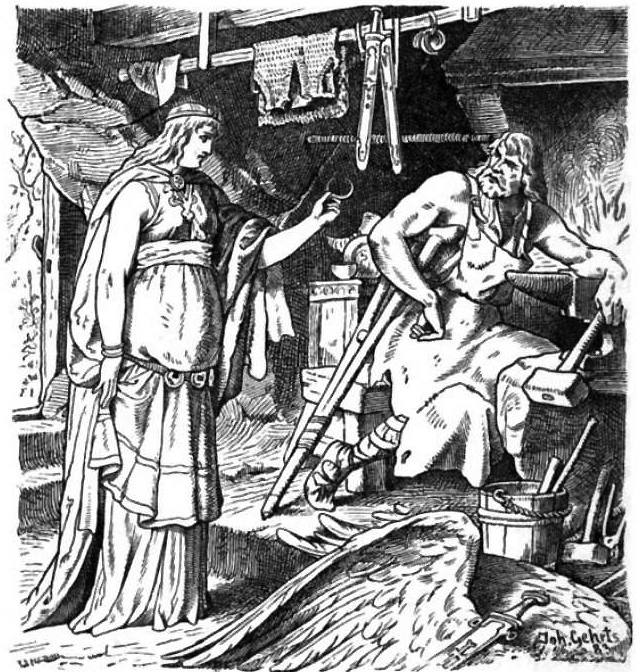
Bodvild en Wieland

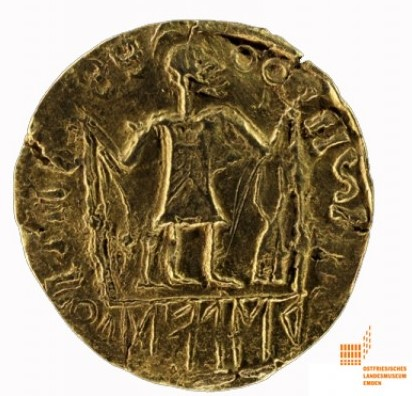
In 1948 gevonden gouden munt met runeninscriptie en een afbeelding van Wieland de Smid, gevonden in Schweindorf

Wieland de Smid (Oudnoords: Völundr, Oudfries Weladu) is de mythische halfgod-smid en leider van de Alven uit de Germaanse mythologie. In enkele andere Indo-Europese tradities komt ook een (lamme) smeedgod voor: de Griekse Hephaistos en de Romeinse Vulcanus.
Wieland had twee broers, Egil en Slagfidur (Slagfinn). Ze waren de drie zonen van de Finn-koning. Volgens één versie van de mythe leefden de drie broers bij drie Walkuren (Olrun, Alvid en Svanhvid). De walkuren verlieten hun geliefden echter, waarop Wielands broers hen volgden, en hij alleen achterbleef. Volgens een andere versie verwekte Wieland een zoon (Heime) bij het zwanenmeisje Hervor, die hem nadien achterliet. In beide versies wordt Wieland wel een ring nagelaten, die hij 700 maal namaakt.
Later wordt Wieland in zijn slaap gevangengenomen door koning Niðuðr, die hem op een eiland gevangen hield en dwong voor hem te smeden. De koning had immers bij het eten een mes gebruikt, dat niet alleen door het eten sneed, maar ook door het bord en de tafel. Toen Níðuðr vroeg welke smid zulk een mes vervaardigd had, antwoordde men Wieland, en Niðuðr moest en zou Wieland in zijn bezit hebben. De koning liet Wieland verlammen, omdat hij zo'n goede smid was, en hij niet wilde dat iemand anders een smid had, zo goed als de zijne. De koning droeg Wielands zwaard Miming (genoemd naar zijn vroegere meester Mímir), de dochter van de koning droeg de ring van Wielands vrouw.

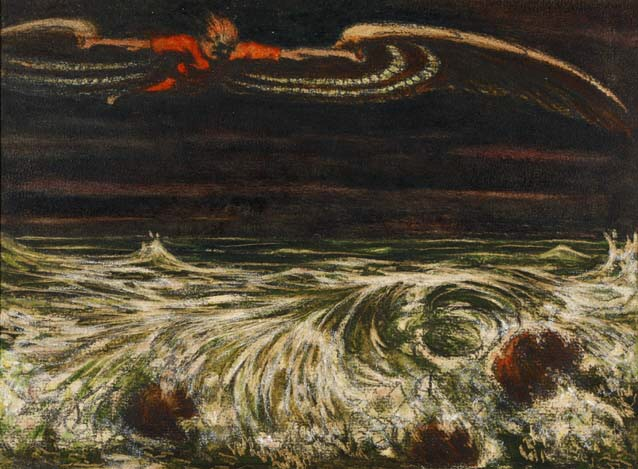
Wieland ontsnapt met de vleugels

Als wraak doodt Wieland de zonen van de koning, en vervaardigt hij kelken uit hun schedels, juwelen uit hun ogen, en broches van hun tanden. Wieland wist het hof met deze juwelen te charmeren, en verleidde de koningsdochter (Bodvild), bij wie hij een kind maakte, maar ontsnapte met vleugels die hij zelf gemaakt had.